# Paso de Vieques

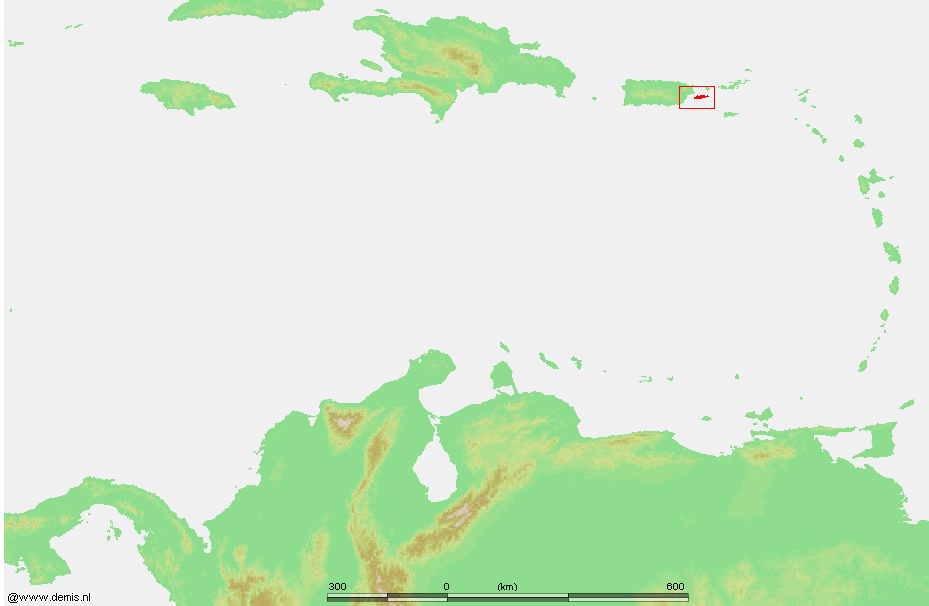
Isla y estrecho de Vieques (Ubicación).

El Pasaje de Vieques, Paso de Vieques o Estrecho de Vieques es un estrecho de unos 21 km de anchura que separa la isla de Puerto Rico de la de Vieques.
Conecta el mar Caribe con el océano Atlántico.

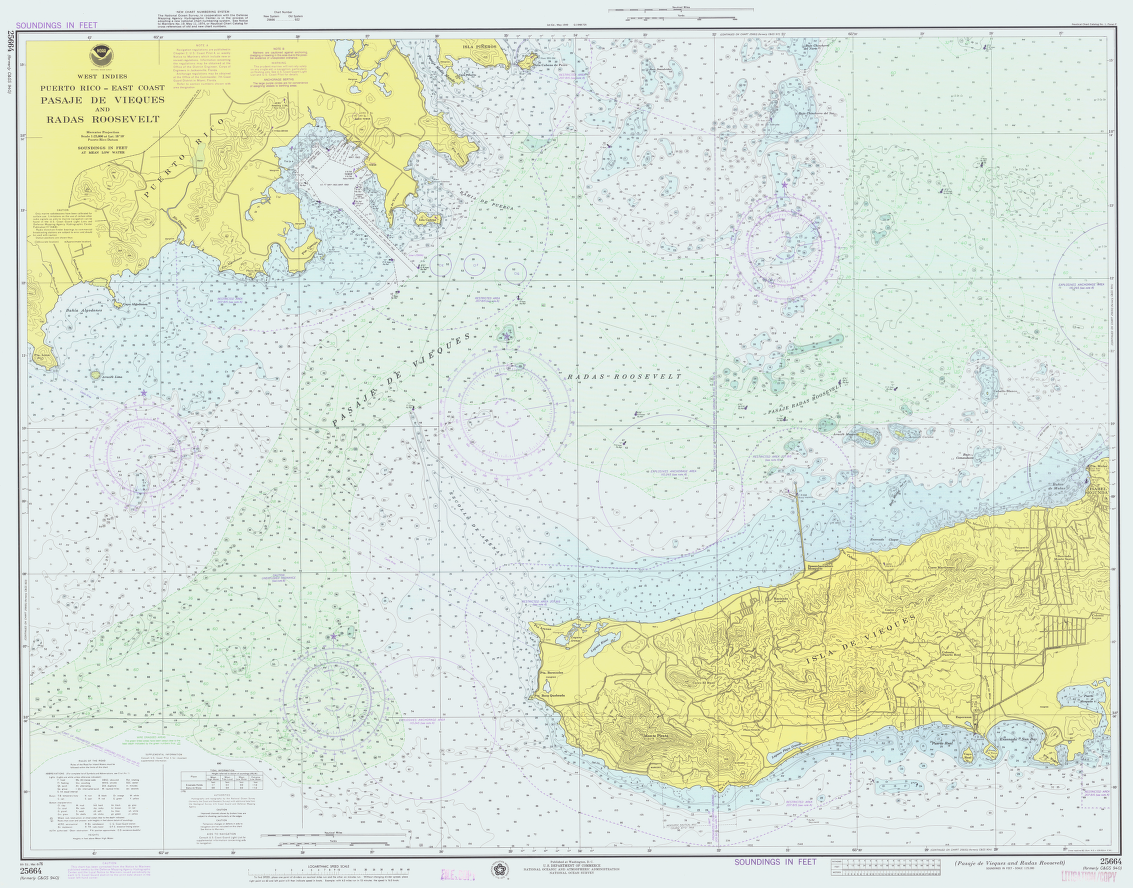
Carta náutica del pasaje de Vieques.

- Datos: Q6065919